# 伊藤隆 (数学者)
伊藤 隆（いとう たかし、1958年 - ）は、日本の数学者・教育学者。群馬大学教授。専門は解析学。

## 来歴・人物
- 1958年、群馬県生まれ
- 1980年3月、群馬大学教育学部数学専攻卒業
- 1984年3月、新潟大学大学院理学研究科数学専攻修士課程修了
- 1987年3月、大阪大学大学院基礎工学研究科数理系専攻博士課程修了
- 1987年4月、琉球大学理学部助手就任
- 1990年4月、群馬大学教育学部助教授就任
- 2004年4月、群馬大学教育学部教授就任

## 専門分野
解析学
- 作用素空間と作用素環の研究（作用素空間、作用素環）
- ノルム空間の研究（関数解析）

## 著書・論文

### 著書
- 『π -πの計算 アルキメデスから現代まで-』（共著）（共立出版、2007年）
- 『Teori Himpunan: Bilangan Kardinal dan Aksioma Pilihan』 (共著）（Universitas Negeri Yogyakarta,JICA、2003年）

### 論文
- 伊藤隆「$C^\ast$-環とdualにおけるcompletely positive decomposition(作用素不等式とその周辺)」『数理解析研究所講究録』第903巻、京都大学数理解析研究所、1995年3月、130-137頁、CRID 1050001335554855040、hdl:2433/59397、ISSN 1880-2818。
- 伊藤隆「Kirchbergの仕事の紹介(パラグループの理論とその応用)」『数理解析研究所講究録』第956巻、京都大学数理解析研究所、1996年8月、16-23頁、CRID 1050282677038561152、ISSN 1880-2818。
- 伊藤隆「Factorization and Haagerup Type Norms on Operator Spaces」『数理解析研究所講究録』第1354巻、京都大学数理解析研究所、2004年1月、20-28頁、CRID 1050282677085212928、hdl:2433/25160、ISSN 1880-2818。
- ITOH, Takashi「Operator Space Theory via Numerical Radius Operator Spaces」『数理解析研究所講究録』第1486巻、京都大学数理解析研究所、2006年4月、1-13頁、CRID 1050282676667786240、hdl:2433/58155、ISSN 1880-2818。

など、

## 所属学会
- 日本数学会